# Sacquenay
Sacquenay település Franciaországban, Côte-d’Or megyében. Lakosainak száma 287 fő (2022. január 1.). Sacquenay Cusey, Chaume-et-Courchamp, Chazeuil, Fontaine-Française és Occey községekkel határos.

## Népesség
A település népessége az elmúlt években az alábbi módon változott:
| Lakosok száma | 318  | 276  | 224  | 263  | 270  | 280  | 286  | 291  | 289  | 287  |
|               | 1968 | 1982 | 1990 | 2006 | 2013 | 2015 | 2017 | 2019 | 2020 | 2022 |